# خودشیرینی
خودشیرینی (به انگلیسی: Ingratiation) یک روش روان‌شناختی است که در آن فرد تلاش می‌کند تا دیگران را تحت تأثیر خود قرار دهد تا به هدف خود برسد. این اصطلاح توسط ادوارد جونز، روان‌شناس اجتماعی تهیه شده است.
این کار به چند روش می‌تواند انجام شود:
- یک روش این است که در آن فرد رقیب را هدف قرار می‌دهد تا او را از میدان به در کند.
- انطباق نظر زمانی رخ می‌دهد که رقیب نگرش‌ها و باورهای فرد هدف را تصدیق و تأیید کند.
- خودپنداره یک شیوه است که در آن، انگارنده بر ویژگی‌های خود تأکید می‌کند تا در چشم فرد مورد نظر مثبت دیده شود.
- روش دیگر رفتارهای خاص موقعیتی را شامل می‌شود که اطلاعات شخصی را در مورد فرد مورد نظر پیدا کند و سپس با استفاده از این اطلاعات تأیید آنها را به دست می‌آورد.[۲]